# Elizabeth Banks
Elizabeth Banks (Pittsfield, 10 de fevereiro de 1974) é uma atriz, diretora e produtora estadunidense, que se tornou conhecida na década de 2000. Seus papéis de maior destaque foram os dos filmes Spider-Man, The 40-Year-Old Virgin, W., Zack and Miri Make a Porno, Role Models, The Hunger Games e Power Rangers.

## Biografia

### Infância e educação
Banks nasceu como Elizabeth Irene Maresal Mitchell em Pittsfield, no estado de Massachusetts, sendo a mais velha de quatro filhos do casal Ann e Mark Mitchell. Seu pai trabalhou para a fábrica da General Electric e sua mãe, até recentemente, trabalhava em um banco. Ainda criança, ela participaria do game show Finders Keepers do canal Nickelodeon. Ela se formou no Colegial de Pittsfield em 1992 e na Universidade da Pensilvânia em 1996, onde se tornou associada da Irmandade Delta Delta Delta. Ela foi a primeira pessoa da sua família a ir para a universidade. Em 1998, ela terminou seu curso de Artes Cênicas no American Conservatory Theater.

### Vida profissional

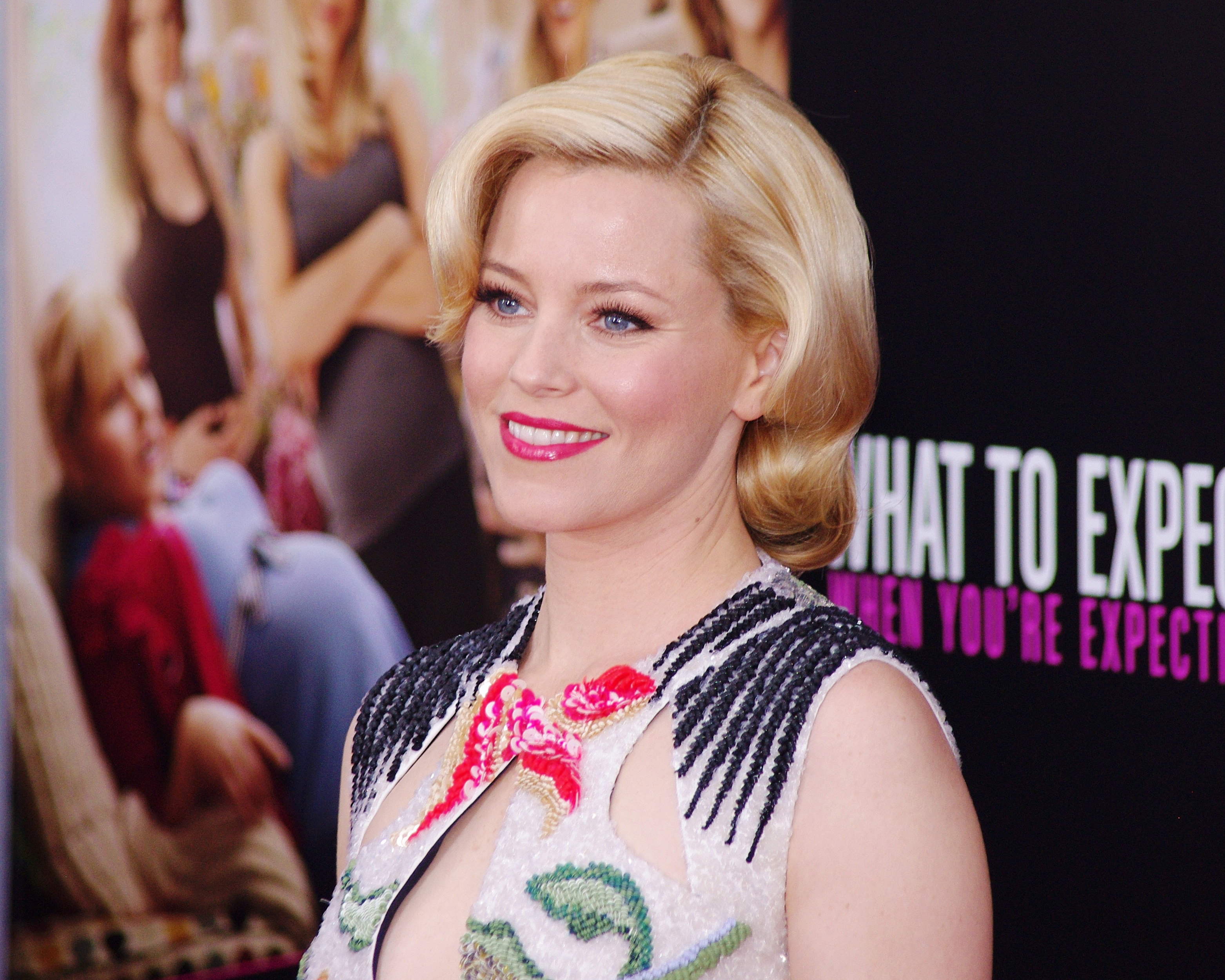
Elizabeth Banks em 2012.

Banks trocou seu nome artístico para evitar confusão com a atriz Elizabeth Mitchell. Ela estreou no filme independente Surrender Dorothy como Elizabeth Casey. Banks é conhecida também por seus papéis em Seabiscuit, na série de filmes Spider-Man (na qual interpretou Elizabeth Brant), Heights e na comédia We Hot American Summer. Ela rapidamente ganhou exposição com filmes como The 40-Year-Old Virgin e Slither. Ela também interpretou o interesse amoroso do personagem de Mark Wahlberg no filme Invincible.
Em maio de 2006 apareceu no último episódio da quinta temporada da dramédia da NBC Scrubs como a Dra. Kim Briggs, o interesse amoroso de J.D., interpretado por Zach Braff. Posteriormente, sua personagem aparecia em episódios da sexta e da sétima temporada, tornando-se um papel recorrente.
Em 2005 também apareceu no programa Stella, por ser uma grande amiga de vários criadores e membros do elenco do seriado. Em 2007 interpretou a protagonista na comédia Meet Bill, ao lado de Aaron Eckhart e Jessica Alba. No mesmo ano, também teve um pequeno papel no filme Fred Claus, ao lado dos atores Vince Vaughn e Paul Giamatti, e no ano seguinte participaria de Definitely, Maybe, com Isla Fisher e Ryan Reynolds.
Banks também estrelou ao lado de Seth Rogen na comédia de Kevin Smith, Zack and Miri Make a Porno, que foi lançada no Halloween de 2008. Recentemente, ela também foi escalada para o thriller The Uninvited, e também como a Primeira Dama dos Estados Unidos Laura Bush no filme W., baseado na vida do presidente George W. Bush. Em 2009 a atriz estreou como produtora com o filme Surrogates.
Elizabeth também é conhecida por ser uma frequente co-estrela do ator Paul Rudd, e participou de cinco filmes ao lado dele até hoje: Wet Hot American Summer, The Baxter, The 40-Year-Old Virgin, e Role Models.
Em 2012, foi escalada na franquia The Hunger Games como Effie Trinket, onde continuou até o último filme da franquia The Hunger Games: Mockingjay - Part 2 (2015). Banks estrelou ao lado de um elenco de elite como Jennifer Lawrence, Josh Hutcherson, Woody Harrelson, Julianne Moore Liam Hemsworth, e outros. Sendo a sua personagem interesse amoroso do personagem de Woody Harrelson (Haymitch Abernathy).
No mesmo ano que foi escalada para atuar em Jogos Vorazes, Banks estrelou What to Expect When You're Expecting junto com Cameron Diaz , Jennifer Lopez, Rodrigo Santoro, entre outros. Ano seguinte continuou a franquia dos Jogos Vorazes com o The Hunger Games: Catching Fire
Em 2014, Elizabeth interpretou a repórter Meghan Miles em Walk of Shame onde foi o par romântico de James Marsden. No mesmo ano atuou em dois filmes pequenos Every Secret Thing com Dakota Fanning e Little Accidents. Banks viveu novamente Effie Trinket em The Hunger Games: Mockingjay - Part 1, estrelou The Lego Movie onde dublou a voz sua personagem Megaestilo, e por último no ano retrasado estrelou Love & Mercy, um filme baseado em fatos reais, onde conta a história oculta da banda The Beach Boys viveu Melinda Lebetter o par romântico do personagem de John Cusack.
Tem apostado em trabalhos como diretora, dirigindo a continuação de Pitch Perfect, ambos em que também produziu. Dirigirá mais uma vez o terceiro filme, com previsão de estréia para 04 de agosto de 2017. Elizabeth dirigiu o "remake" de Charlie's Angels e a adaptação do livro a Rainha Vermelha (Victoria Aveyard). Em 02 de fevereiro de 2016 foi anunciada para viver a vilã Rita Repulsa, na nova versão de ''Power Rangers'' nos cinemas, estreado em 2017. Neste ano, Banks criou um site chamado "Whohaha" , como objetivo de mostrar que as mulheres também podem ser engraçadas, assim como, para os mais jovens terem inspirações dessas mulheres através do site.

### Vida pessoal
Em 5 de julho de 2003 Banks casou-se com o esportista e produtor Max Handelman, que foi seu namorado desde os tempos de universidade. Ela e o marido tiveram seu primeiro filho, Felix Handelman, que nasceu em março de 2011, e em novembro de 2012,  Elizabeth anunciou o nascimento do segundo filho, Magnus Mitchell. Ela converteu-se ao Judaísmo ao casar-se com seu marido.
Banks apoia o partido democrata.

## Filmografia

### Cinema
| Ano  | Nome do Filme                         | Personagem              | Notas                                 |
| ---- | ------------------------------------- | ----------------------- | ------------------------------------- |
| 1998 | Surrender Dorothy                     | Vicki                   | Atuou como Elizabeth Casey            |
| 2000 | Shaft                                 | Amiga do Trey           | Atuou como Elizabeth Maresal Mitchell |
| 2001 | Wet Hot American Summer               | Lindsay                 |                                       |
| 2001 | Ordinary Sinner                       | Rachel                  |                                       |
| 2002 | Spider-Man                            | Betty Brant             |                                       |
| 2002 | Swept Away                            | Debi                    |                                       |
| 2002 | Catch Me If You Can                   | Lucy Forrest            |                                       |
| 2003 | The Trade                             | Sioux Sever             |                                       |
| 2003 | Seabiscuit                            | Marcela Howard          |                                       |
| 2004 | Spider-Man 2                          | Betty Brant             |                                       |
| 2005 | Heights                               | Isabel Lee              |                                       |
| 2005 | Sexual Life                           | Sarah                   |                                       |
| 2005 | The Sisters                           | Nancy Pecket            |                                       |
| 2005 | The Baxter                            | Caroline Swann          |                                       |
| 2005 | The 40-Year-Old Virgin                | Beth                    |                                       |
| 2005 | Daltry Calhoun                        | May                     |                                       |
| 2006 | Slither                               | Starla Grant            |                                       |
| 2006 | Invencible                            | Janet Cantrell          |                                       |
| 2007 | Spider-Man 3                          | Betty Brant             |                                       |
| 2007 | Meet Bill                             | Jess                    |                                       |
| 2007 | Fred Claus                            | Charlene                |                                       |
| 2008 | Definitely, Maybe                     | Emily Jones             |                                       |
| 2008 | Meet Dave                             | Gina Morrison           |                                       |
| 2008 | Lovely, Still                         | Alex                    |                                       |
| 2008 | W.                                    | Laura Bush              |                                       |
| 2008 | Zack and Miri Make a Porno            | Miriam "Miri" Linky     |                                       |
| 2008 | Role Models                           | Beth Jones              |                                       |
| 2009 | Big Breaks                            | Starlet                 | Curta-metragem                        |
| 2009 | The Uninvited                         | Rachel Summers          |                                       |
| 2009 | Surrogates                            | N/A                     | Produtora                             |
| 2010 | The Next Three Days                   | Lara Brennan            |                                       |
| 2011 | The Details                           | Nealy Lang              |                                       |
| 2011 | Just a Little Heart Attack            | Woman                   | Filme Pequeno Diretora                |
| 2011 | Our Idiot Brother                     | Miranda Rochlin         |                                       |
| 2012 | Man on a Ledge                        | Lydia Mercer            |                                       |
| 2012 | The Hunger Games                      | Effie Trinket           |                                       |
| 2012 | What to Expect When You're Expecting  | Wendy Cooper            |                                       |
| 2012 | People Like Us                        | Frankie Davis           |                                       |
| 2012 | Pitch Perfect                         | Gail Abernathy-McKadden | Produtora                             |
| 2013 | Movie 43                              | Amy                     |                                       |
| 2013 | The Hunger Games: Catching Fire       | Effie Trinket           |                                       |
| 2014 | Little Accidents                      | Diane Doyle             |                                       |
| 2014 | The Lego Movie                        | Wyldstyle/Lucy          | Voz                                   |
| 2014 | Walk of Shame                         | Meghan Miles            |                                       |
| 2014 | Every Secret Thing                    | Detetive Nancy Porter   |                                       |
| 2014 | Love & Mercy                          | Melinda Ledbetter       |                                       |
| 2014 | The Hunger Games: Mockingjay – Part 1 | Effie Trinket           |                                       |
| 2015 | Pitch Perfect 2                       | Gail Abernathy-McKadden | Diretora e Produtora                  |
| 2015 | Magic Mike XXL                        | Paris                   |                                       |
| 2015 | The Hunger Games: Mockingjay – Part 2 | Effie Trinket           |                                       |
| 2017 | Power Rangers                         | Rita Repulsa            |                                       |
| 2017 | Pitch Perfect 3                       | Gail Abernathy-McKadden | Produtora                             |
| 2019 | Brightburn                            | Tori Breyer             |                                       |
| 2019 | Charlie's Angels                      | Bosley                  | Diretora, produtora e roteirista      |
| 2019 | The Lego Movie 2: The Second Part     | Wyldstyle/Lucy          | Voz                                   |

### Televisão
| Ano       | Série                                      | Personagem                                 | Notas                                                   |
| --------- | ------------------------------------------ | ------------------------------------------ | ------------------------------------------------------- |
| 1999      | Third Watch                                | Elaine Elchisak                            | Episódio : "Patterns"                                   |
| 1999      | All My Children                            | Garçonete                                  | 1 Episódio                                              |
| 2000      | Sex and the City                           | Catherine                                  | Episódio : "Politically Erect"                          |
| 2001      | Law & Order: Special Victims Unit          | Jaina Tobias Jansen                        | Episódio : "Sacrifice"                                  |
| 2002      | Without a Trace                            | Clarissa                                   | Episódio : "Snatch Back"                                |
| 2005      | Stella                                     | Tamara                                     | Episódio : "Meeting Girls"                              |
| 2006-2009 | Scrubs                                     | Dr. Kim Briggs                             | 17 Episódios                                            |
| 2007-2008 | Wainy Days                                 | Shelly                                     | 3 Episódios                                             |
| 2007-2008 | American Dad!                              | Becky Arangino / Lisa Silver (voz)         | 3 Episódios                                             |
| 2008      | Comanche Moon                              | Maggie Tilton                              | 3 Episódios                                             |
| 2009-2015 | Modern Family                              | Sal                                        | 4 Episódios                                             |
| 2010-2012 | 30 Rock                                    | Avery Jessup                               | 15 Episódios                                            |
| 2012      | Family Guy                                 | Pam Fishman (voz)                          | Episódio : "Into Fat Air"                               |
| 2012      | Robot Chicken                              | Mrs. Claus / Shana "Scarlett" O'Hara (voz) | Episódio : "Robot Chicken's ATM Christmas Special"      |
| 2012      | Comedy Bang! Bang!                         | Ela mesma                                  | Episódio : "Elizabeth Banks Wears A Red Dress"          |
| 2013      | Timms Valley                               | Beth Billings-Timms (voz)                  | Pilot                                                   |
| 2014      | Phineas and Ferb                           | Grulinda (voz)                             | Episódio : "Imperfect Storm"                            |
| 2015      | Resident Advisors                          | Doutora                                    | Episódio: "Motivational Speaker "; também foi produtora |
| 2015      | Wet Hot American Summer: First Day of Camp | Lindsay                                    | 6 Episódios                                             |
| 2015      | Moonbeam City                              | Chief Pizzaz Miller (voz)                  | 10 Episódios                                            |
| 2015      | The Muppets                                | Ela própria                                | Episódio : "Pig Girls Don't Cry"                        |
| 2015      | Saturday Night Live                        | Ela própria/ anfritiã                      | Episódio : "Elizabeth Banks/Disclosure"                 |

## Prêmios e indicações
| Ano  | Premiação                 | Categoria                         | Indicado(s)                                          | Resultado |
| ---- | ------------------------- | --------------------------------- | ---------------------------------------------------- | --------- |
| 2002 | Young Hollywood Awards    | Melhor rosto novo em Hollywood    | Elizabeth Banks                                      | Vencedora |
| 2004 | Screen Actors Guild Award | Melhor elenco                     | Seabiscuit                                           | Indicada  |
| 2007 | MTV Movie Awards          | Melhor beijo em um longa-metragem | Elizabeth Banks e Mark Wahlberg em Invencível (2006) | Indicada  |
| 2012 | MTV Movie Awards          | Melhor transformação em tela      | Elizabeth Banks                                      | Vencedora |